# NKF (motorfiets)
NKF is een historisch merk van motorfietsen
De bedrijfsnaam was Norddeutsche KühlerFabrik AG.
NKF produceerde in 1924 en 1925 motorfietsen met 132 cc Bekamo-tweetakt dubbelzuiger- inbouwmotoren die door MGF in Berlijn in licentie gemaakt werden.